# Ngarenanyuki
Ngarenanyuki (auch Ngare Nanyuki) ist ein Verwaltungsbezirk (Ward) des Distrikts Meru in der tansanischen Region Arusha.

## Geografie
Ngarenanyuki liegt im Norden von Tansania am nordöstlichen Abhang des Mount Meru. Der wichtigste Fluss ist der Momella, der am Osthang des Berges entspringt. Der Bezirk hat eine Fläche von 78 Quadratkilometern. Bei der Volkszählung 2022 lebten hier 10.078 Menschen in 2662 Haushalten.

## Gliederung
Der Bezirk besteht aus fünf Gemeinden (Mtaa) mit acht Orten (Kitongoji):
| Olkung'wado - Lendoiya - Kwa Lock - Ilkrumun - Olkungwa'do - Kireeny - Mwekey | Ilkrumun - Oldinga - Eslaley | Uwiro | Ngabobo | Kisimiri Chini | Kisimiri Juu |

## Wirtschaft und Infrastruktur
- Gesundheit: In Ngarenanyuki befindet sich ein öffentliches Gesundheitszentrum, das Patienten ambulant und stationär behandelt.[6] Die private Apotheke in Ngarenanyuki führt auch kleine chirurgische Eingriffe durch.[7] In den Orten Kisimiri Chini und Kisimiri Juu gibt es jeweils eine staatliche Apotheke.[8][9]
- Bildung: Die Ngarenanyuki Secondary School ist eine von der evangelischen Kirche geleitete weiterführende Schule mit Heimbetrieb, die Jugendliche bis zur 4. Stufe ausbildet. Die Schule unterhält eine Partnerschaft mit dem Kopernikus-Gymnasium Bargteheide.[10][11]